# مبرهنة ميكيل

رسم يوضح الدوائر المارة برؤوس مثلثٍ ونقاطٍ مشتركةٍ على أضلاعه ، هذه الدوائر هي دوائر ميكيل وهي متلاقية في.

في الهندسة الإقليدية، مبرهنة ميكيل (بالإنجليزية: Miquel's theorem)‏هي مبرهنة تخص تقاطع 3 دوائر تمر برؤوس مثلثٍ ما. ورياضياً: إذا كان {\displaystyle \triangle ABC} مثلثاً واختيرت النقاط {\displaystyle A',B',C'} على أضلاعه {\displaystyle CA,AB,BC} فإنَّ الدوائر المحيطة بالمثلثات {\displaystyle \triangle AB'C',\triangle A'BC',\triangle A'B'C} تُسمّى دوائرَ ميكيل، وهي دوائرٌ متلاقية في نقطة وحيدة {\displaystyle M} تُسمّى نقطة ميكيل. ينطبقُ عكس نظرية ميكيل أيضاً، وتُبرهن باستخدام خصائص الرباعيات الدائرية الناتجة عن تقاطع الدوائر مع بعضها بعضاً ومع المثلث.

## مبرهنة رباعي ميكيل وشتاينر
جميع الدوائر المحيطة لمثلثات الرباعي الكامل متلاقية في نقطة {\displaystyle M}. ذكر هذه النقطة ياكوب شتاينر في 1828م وبرهنها ميكيل ببرهانٍ مفصل.
|  |  |  |